# Шуджа ад-Дин Ахмад-хан
Шах Шуджа ад-Дин Ахмад-хан (1570—1618) — хан Могульского ханства (1610—1618). Сын Мухаммад-хана III.
В 1590—1596 гг. был наместником (султаном) Аксу и Уча, в 1596—1610 гг. султан Кашгара и Йанги-Хисара. По утверждению Шах Махмуда Чураса, он "был государем мудрым, кротким и воздержанным". Убит в результате заговора ишикаги Абу-л-Ма'ани и хакима Сарикола Мухаммад-Касима, сыновей мирзы Шаха. Заговорщики провозгласили ханом его двоюродного брата Курайш-хана II.

## Дети
- Зийа ад-Дин Ахмад-султан (Тимур-султан — "Железный принц", 1587—1614 гг.) — наследник престола, хаким Аксу и Уча 1596—1610 гг., Кашгара и Йанги-Хисара с 1610 г. По утверждению Шах Махмуда Чураса, он был "по своей природе деспотом и пьяницей". В 1613 г. приказал перебить главных амиров племени чурас, заподозренных в неповиновении. Погиб провалившись на коне в могильную яму, погнавшись за провинившейся служанкой. Отец будущих правителей Султан-Ахмад-хана II и Султан-Махмуд-хана II.
- Абд ал-Латиф-хан I
- Падшах-ханым — жена Искандар-султана (сына Худабанде-султана), который в 1614/15 г. поднял мятеж в Аксу, но был убит.